# Franck Mwe di Malila
Franck Mwe di Malila Apenela, né le 22 janvier 1968 à Kinshasa en république démocratique du Congo, est un homme politique congolais et un conseiller du président du Sénat de la république démocratique du Congo, Léon Kengo Wa Dondo,. Il a été  vice-ministre à la Coopération internationale et à l'Intégration régionale de 2014 à 2016, vice-ministre du Plan de 2016 à 2017, puis ministre du Tourisme du 10 avril 2017 au 9 septembre 2019. 

## Biographie
Mwe-di-Malila Franck, né le 22 janvier 1968 à Kinshasa, est un homme politique congolais.  de la vie publique de la République démocratique du Congo depuis les années 2000, il a occupé plusieurs fonctions gouvernementales, notamment celles de vice-ministre des Affaires étrangères, ministre du Plan, du Tourisme et de l’Environnement. Il est également connu pour son engagement dans les processus de transition politique et de réconciliation nationale, ainsi que pour sa proximité avec Léon Kengo wa Dondo .

### Jeunesse
Franck Mwe di Malila grandit à Kinshasa, la capitale de la république démocratique du Congo et à Soignies (Belgique). Il est élevé par son beau-père Michel Demoustier. Son père biologique est Édouard Mwe di Malila. 

### Scolarité
Il a effectué ses études primaires au Lycée Français de Kinshasa, ainsi qu'à l'École des Carrières à Soignies, en Belgique. Par la suite, il a été élève au Collège Saint-Vincent de Soignies. Il a poursuivi sa formation à l'École Hôtelière du CERIA à Bruxelles et a également étudié la gestion d'entreprise.

### Hommes d'affaires
De 1992 à 1994, Franck Mwe di Malila a occupé le poste d'administrateur associé chez Exxon Kinshasa. Par la suite, de 1994 à 1997, il a exercé les fonctions d'administrateur gérant au sein de Zaïre Technical Service.

## Carrière politique
Mwe-di-Malila commence sa carrière politique comme conseiller privé du professeur Vunduawe Te Pemako, alors directeur de cabinet du président de la République. En 1997, à la suite du changement de régime, il choisit l’exil et rejoint l’opposition politique non armée OENA
Entre 2003 et 2007, dans le cadre du dialogue intercongolais et du processus de réconciliation nationale, il participe activement au retour en République démocratique du Congo de l’ancien Premier ministre Léon Kengo wa Dondo, avec le soutien de plusieurs figures politiques congolaises.
En 2004, dans le contexte de la transition politique issue de l’Accord global et inclusif de Sun City, il est membre fondateur de Renaissance dirigé par Yezu Kitenge une plateforme d’opposition à l’Alliance pour la Majorité Présidentielle (AMP). De 2007 à 2010, il contribue à la structuration du courant politique connu sous le nom de kengisme.
À cette période, il est chargé de mission auprès du président du Sénat et participe à la création du parti Union des Forces du Changement (UFC).
En 2011, lors de la candidature présidentielle de Léon Kengo wa Dondo, Mwe-di-Malila joue un rôle prépondérant dans la coordination de la campagne électorale. 
Après les élections contestées de 2011, il participe à la rédaction d’une déclaration commune des candidats de l’opposition ,les Partisants des Négociations Républicaines PNR .
En 2012, il coorganise un conclave de l’opposition à Limete, en amont des Concertations nationales de 2013  et co-fonde l’Opposition Republicaines qui soutiendra le Dialogue National de 2016.